# Plebania w Kaliszu Pomorskim
Plebania w Kaliszu Pomorskim – dawna plebania znajdująca się w Kaliszu Pomorskim, na narożniku rynku i ul. Bolesława Krzywoustego.
Obiekt wzniesiono wraz z kościołem Matki Bożej Królowej Polski, po tragicznym w skutkach pożarze miasta w 1771 (spłonęły wówczas 163 domy, kościół, plebania i szkoła). Kościół wznoszono w przeciągu dziesięciu lat, natomiast plebania została ukończona wcześniej (najprawdopodobniej przed 1781). Budynek był siedzibą pastora. Ustawiono go dłuższym bokiem do pierzei nowego rynku, którą jest ul. Świętego Wojciecha (w czasie budowy Priesterstrasse). Jako pierwszy zamieszkał w nim pastor Joachim Struensee, który przebywał tu w latach 1742–1802.
Wejście do plebanii usytuowane jest od krótszego boku budynku, czyli ul. Bolesława Krzywoustego. Obiekt jest parterowy, częściowo podpiwniczony. Na początku XX wieku powiększono go o dwupokojowe mieszkanie w poddaszu od strony podwórza. W tym samym czasie od strony ul. Krzywoustego dostawiono też kuchnię, a w pewnej odległości wzniesiono dom parafialny z salą posiedzeń.